# فيرا كراسوفا
فيرا كراسوفا (بالروسية:  Вера Красова)؛ مواليد 11 ديسمبر 1987 في موسكو) عارضة أزياء وملكة جمال روسية، تنافست في مسابقة ملكة جمال روسيا 2007 في 14 ديسمبر ممثلت العاصمة روسيا، موسكو، وحلت في النهاية في وصافة ملكة جمال كسينيا سوخينوفا، على الرغم من أنها لم تنل لقب ملكة الجمال في المسابقة الوطنية، قررت اللجنة المنظمة لملكة جمال روسيا إرسالها للمشاركة في مسابقة ملكة جمال الكون 2008 التي عقدت في نها ترانج، فيتنام، وحيث رشحت لتكون من أفضل 5 مرشحات لنيل اللقب. كانت هذه هي المرة الأولى التي تدخل فيها روسيا من ضمن أفضل خمس متنافسات على ملكة جمال الكون منذ أوكسانا فيدوروفا في عام 2002.

## روابط خارجية
Global Beauties - Miss Russia Universe replaced
- فيرا كراسوفا على إنستغرام

| سبقه تاتيانا كوتوفا | ملكة جمال كون روسيا 2008 | تبعه صوفيا رودييفا |